# Menandro el Rétor
Para otros usos de este término, véase Menandro (desambiguación).
Menandro el Rétor (Μένανδρος Ῥήτωρ), más conocido como Menandro de Laodicea (Μένανδρος ὁ Λαοδικεύς), fue un maestro de retórica griego de fines del siglo III d. C.
Es autor de escolios a Demóstenes y Arístides, y se han transmitido atribuidos a él dos tratados (I y II), titulados Sobre discursos demostrativos (Περὶ Ἐπιδεικτικῶν: Perì epideiktikón). El primero se ocupa de la división de la retórica, la distinción entre elogio y encomio y las clases de himnos. Acaba de forma abrupta y puede ser obra de Genetlio de Petra, aunque es cuestión no resuelta. El segundo es mucho más práctico, pues consiste en normas detalladas acerca de la composición de discursos privados y públicos según las distintas ocasiones lo requieren. Parece claro que I y II son de autores distintos, ya que mientras que en el primero se elogia la literatura clásica, el segundo no la menciona casi nunca. Ambos tratados serían de la época del emperador Diocleciano (284-305 d. C.) Lo más importante de ambas obras es la preciosa información que suministran sobre literatura griega y los gustos de aquella época, cómo se leía, qué se prefería etcétera. Por otra parte, el segundo aventura la primera definición conocida del ensayo moderno como "charla". 